# Saint-Sulpice, Ain
Saint-Sulpice là một xã ở tỉnh Ain, vùng Auvergne-Rhône-Alpes thuộc miền đông nước Pháp.